# Attila Szalai
Pour les articles homonymes, voir Szalai.
Dans le nom hongrois Szalai Attila, le nom de famille précède le prénom, mais cet article utilise l’ordre habituel en français Attila Szalai, où le prénom précède le nom.
Attila Szalai, né le 20 janvier 1998 à Budapest, est un footballeur international hongrois qui évolue au poste de défenseur central au Kasımpaşa SK, en prêt du TSG Hoffenheim.

## Biographie

### En club

#### Rapid Vienne (2015-2017)
Formé au Rapid Vienne, Attila fait ses débuts en Bundesliga autrichienne avec le club de la capitale le 11 mai 2016 contre Altach.

#### Mezőkövesd SE (2017-2019)
Après être repassé en Hongrie pendant deux ans au club de Mezőkövesd SE, il quitte le club pour découvrir le championnat chypriote.

#### Apollon Limassol (2019-2021)
Il signe à l'été 2019 au club chypriote de l'Apollon Limassol, faisant ses débuts dans les qualifications pour la Ligue Europa, où son équipe élimine notamment l'Austria Vienne, remportant ses deux confrontations contre les Autrichiens.
En 2021, il quitte le club chypriote pour le championnat turque avec un transfert de 3,86 M d'euros.

#### Fenerbahçe SK (2021-2023)
Le 18 janvier 2021, il rejoint un nouveau club : Fenerbahçe SK. Il découvre ainsi un nouveau championnat (la Süper Lig), son quatrième. Il signe un contrat allant jusqu'en juin 2025. Il y réalise deux saisons en étant titulaire régulier et inscrit sept buts pour le club stambouliote, performance appréciable pour un défenseur central. En outre, il remporte la coupe de Turquie 2023 contre İstanbul Başakşehir (2-0) et dispute la totalité de la rencontre.

#### TSG Hoffenheim (2023- )
Ses bonnes prestations en Turquie lui valent un transfert au TSG 1899 Hoffenheim le 23 juillet 2023 pour un montant de 12,3 M d'euros. Toutefois, il ne dispose que de très peu de temps de jeu dans l'équipe allemande.

#### Prêt à Fribourg (2024)
Le 21 janvier 2024, il est prêté au SC Fribourg jusqu'à la fin de la saison mais ses apparitions sous les couleurs de cette autre équipe de Bundesliga ne sont pas plus fréquentes.
Prêt au Standard de Liège (2025)
Le 12 janvier 2025, il est prêté au Standard de Liège sous forme de prêt sans option d’achat jusqu’à la fin de la saison.

### En sélection
Avec les espoirs, il inscrit deux buts lors des éliminatoires de l'Euro espoirs 2019, contre Chypre et Malte. A deux reprises, il officie comme capitaine de cette sélection.
Il fait ses débuts avec l'équipe nationale hongroise senior le 15 novembre 2019, lors d'un match amical contre l'Uruguay (défaite 1-2).
L'année suivante, il est convoqué pour participer à l'Euro 2020.
En mai 2024, il est sélectionné par Marco Rossi pour participer à l'Euro 2024 avec la Hongrie. Il participe à deux rencontres mais ne peut éviter l'élimination de son pays en phase de poule.

## Palmarès
- Fenerbahçe SK
  - Coupe de Turquie en 2023